# Основные цвета (фильм)
«Основные цвета» (англ. Primary Colors) — фильм, трагикомедия режиссёра Майка Николса 1998 года с Джоном Траволтой в главной роли. Сюжет основан на одноимённом романе Джо Клейна. Фильм был номинирован на премию «Оскар» за лучший адаптированный сценарий и получил премию BAFTA за лучший сценарий.

## Сюжет
Джек Стэнтон (Джон Траволта) — губернатор одного из южных штатов, решивший вступить в предвыборную кампанию на пост президента Соединённых Штатов. История повествуется от лица Генри Бартона, сотрудника штаба Стэнтона. Представителям кандидата в президенты предстоит отразить многочисленные атаки конкурентов, которые находят неприятные факты из прошлого Стэнтона. Супруга Стэнтона Сьюзен полностью встаёт на сторону мужа и готова стоять за него в предвыборной гонке, несмотря ни на какие сенсационные открытия журналистов.
В кампании Стэнтона начинаются серьёзные проблемы. Соперники узнают о том, что у Стэнтона был роман с несовершеннолетней и он оставил её в положении. Даже многоопытный Ричард Джеммонс, знающий PR-махинации до тонкостей, не может ничем помочь Джеку. Сьюзен предлагает обратиться к Либби Холден — по отзывам, гениальному политтехнологу. Либби оказывается неуравновешенной и странной особой со своеобразным моральным кодексом, но своё дело она знает. Скандал удаётся замять и, более того, на удачу Джека, его главный оппонент слёг с сердечным приступом. На другого претендента — губернатора Флориды Фреда Пиккера — Либби  удалось найти отличный компромат. Путь к заветному кабинету в Белом Доме почти открыт. Но тут выясняется, что Либби передумала и больше не хочет защищать Джека, которого она ещё недавно боготворила. Она считает, что публикация материалов о Пикере аморальна. В тот же вечер Либби совершает самоубийство. Джек и Генри, виня себя за смерть Либби, приносят всю компрометирующую информацию Пиккеру и извиняются за её поиски. В свою очередь Пиккер, признавший свои ошибки прошлого, решает выйти из гонки и поддержать Джека.
В конце фильма Стэнтон, уже ставший президентом, танцует вместе со своей супругой на балу в честь своей инаугурации. Среди гостей, поздравляющих новоизбранного президента, присутствует и Генри Бартон.

## В ролях
- Джон Траволта — губернатор Джек Стэнтон
- Эмма Томпсон — Сюзан Стэнтон
- Кэти Бэйтс — Либби Холден
- Роб Райнер — Иззи
- Билли Боб Торнтон — Ричард Джеммонс
- Эдриан Лестер — Генри Бартон
- Мора Тирни — Дейзи Грин
- Ларри Хэгмэн — Фред Пиккер
- Дайан Лэдд — Мамма Стэнтон
- Кэролайн Аарон — Люсиль Кауфман
- Пол Гилфойл — Говард Фергюсон
- Ребекка Уолкер — Мардж Кеннингем
- Эллисон Дженни — мисс Уолш
- Тони Шалуб — Эдди Рейс

## Награды и номинации
- 1999 — две номинации на премию «Оскар»: лучшая женская роль второго плана (Кэти Бэйтс), лучший адаптированный сценарий (Элейн Мэй)
- 1999 — две номинации на премию «Золотой глобус»: лучшая мужская роль — комедия или мюзикл (Джон Траволта), лучшая женская роль второго плана (Кэти Бэйтс)
- 1999 — премия BAFTA за лучший адаптированный сценарий (Элейн Мэй), а также номинация за лучшую женскую роль второго плана (Кэти Бэйтс)
- 1999 — номинация на премию «Спутник» за лучшую женскую роль второго плана — комедия или мюзикл (Кэти Бэйтс)
- 1999 — премия Гильдии киноактёров США за лучшую женскую роль второго плана (Кэти Бэйтс)
- 1999 — номинация на премию Гильдии сценаристов США за лучший адаптированный сценарий (Элейн Мэй)